# هورودنکا
شهر هورودنکا (به روسی: Городенка) در استان ایوانو فرانکیسوک در کشور اوکراین واقع شده‌است. جمعیت این شهر ۹٬۷۹۴ نفر است.